# أوفباو أوست
أوفباو أوست (بالألمانية: Aufbau Ost وتعني التراكم في الشرق) وهو الاسم الكودي للخطة الألمانية لتحريك القوات قبل الشروع في عملية بارباروسا وما تلاها من غزو الاتحاد السوفيتي.
أصدر أدولف هتلر أوامره يوم الخميس 8 أغسطس 1940 لوالتر وارليمونت النائب الأول للقائد الأعلى للفيرماخت (بالألمانية: Oberkommando der Wehrmacht) ألفرد يودل برصد مواقع القوات السوفيتية في الشرق بينما وقّع فيلهلم كايتل الأمر بتحرك القوات في اليوم التالي والذي جاء فيه ضرورة التحرك نحو الأراضي الشرقية لإعداد الوحدات الجديدة لمواجهة خطر الغارات البريطانية على الأجزاء الشرقية لألمانيا، وعليه قام فريتز تودت بالبداية في إعداد القوات بينما قامت الخطوط الخلفية بتوفير الدعم اللوجيستي للقوات في الشرق، كما تم مد خطوط السكك الحديدية السوفيتية في الوقت ذاته لخدمة القوات الألمانية في غرب أوروبا.